# Richard Wittsack
Hermann Gustav Richard Wittsack (* 9. September 1887 in Köthen, Anhalt; † 6. März 1952 in Halle (Saale)) war ein deutscher Sprechwissenschaftler. Er gründete das Institut für Sprechkunde an der Martin-Luther-Universität Halle-Wittenberg und ist einer der Begründer der Sprechwissenschaft.

## Leben
Wittsack legte sein Abitur 1909 am Ludwigsgymnasium Köthen ab. Im Anschluss studierte er Theologie, Philosophie, Linguistik, Germanistik, Kunst- und Theatergeschichte an der Universität Halle-Wittenberg, Friedrich-Wilhelms-Universität zu Berlin und Universität Greifswald. Im Jahr 1913 promovierte er mit einer theatergeschichtlichen Arbeit über den Dramaturgen Karl Leberecht Immermann (1796–1840) zum Dr. phil. Von 1913 bis 1915 studierte er in Berlin Vortrags- und Sprechkunst bei Max Reinhardt am Deutschen Theater und bei Emil Milan sowie Logopädie und Phoniatrie in der Abteilung für Stimm- und Sprachstörungen der Charité (u. a. bei Hermann Gutzmann). 
Von 1915 bis 1916 arbeitete er als Hilfslehrer an einer Realschule. Ab 1916 war er Dozent am Viktoria-Studienhaus in Charlottenburg. Wittsack wurde 1917 zum Landsturm eingezogen. Zunächst wurde er als Redner für den Vaterländischen Unterricht eingesetzt, später diente er als Soldat der Nachrichtentruppe an der Front. Nach dem Krieg wurde er Lektor für Sprechtechnik und Vortragskunst an der Universität Halle-Wittenberg. Im Jahr 1925 legte er eine sprechwissenschaftliche Sammlung an und trat dem Sozialistischen Lehrerbund bei, dem er bis zu dessen Auflösung angehörte. Wittsack bearbeitete 1928–1932 den Eintrag „Sprechkunde“ und Unterkategorien für die 15. Auflage des Großen Brockhaus.
Ab 1933 war er Mitglied der NSDAP (Mitgliedsnummer 1.881.771), 1934 der Nationalsozialistischen Volkswohlfahrt und 1935 des Nationalsozialistischen Deutschen Dozentenbunds. Er bekam 1937 die von Otto Bremer begründete Phonetische Sammlung zur weiteren wissenschaftlichen Betreuung übertragen und wurde zum Honorarprofessor ernannt. Im Jahr darauf gründete er das Institut für Sprechkunde an der Martin-Luther-Universität Halle-Wittenberg, das erste Institut seiner Art in Deutschland. 1938 gab Wittsack eine Neuauflage der von Theodor Echtermeyer begründeten Anthologie Auswahl deutscher Gedichte von den Anfängen bis zur Gegenwart heraus.
Nach Ende des Zweiten Weltkriegs erhielt Wittsack zunächst Lehrverbot. Er wurde 1945 Mitglied des FDGB und schulte Redner der KPD, 1946 trat er der SED bei. Der Präsident der Provinz Sachsen (Erhard Hübener) bestätigte Wittsack im Januar 1946 als Institutsdirektor, das Lehrverbot wurde aufgehoben. Das sprechkundliche Institut fusionierte im Folgejahr mit der Phonetischen Sammlung. Wittsack wurde 1948 zum Professor mit Lehrauftrag, 1951 zum Professor mit vollem Lehrauftrag ernannt. Er starb 1952 in Halle. Wittsacks Schüler Hans Krech trat seine Nachfolge als Leiter des Institutes für Sprechkunde an.

## Werk (Auswahl)
- Wortkunstwerk und Schule. B. G. Teubner, Leipzig 1925.
- Lerne Reden! Ein Weg zum Erfolg. Praktische Redelehrer für Jedermann. Hesse & Becker, Leipzig 1935.